# Holger Prüß
Holger Prüß (* 5. Mai 1960 in Kiel) ist ein deutscher Sprachheilpädagoge und Stottertherapeut, der die Bonner Stottertherapie entwickelt hat.

## Biografie
Nach Abschluss seiner Fachoberschulreife studierte Holger Prüß von 1982 bis 1987 Sonderschulpädagogik und von 1987 bis 1989 zusätzlich Diplom-Sprachheilpädagogik an der Pädagogischen Hochschule Kiel. Da er sich aufgrund seiner eigenen Betroffenheit intensiv mit dem Thema Stottern auseinandersetzte, spezialisierte er sich auf diesen Bereich. Während des Studiums arbeitete in einer ambulanten Praxis in Kiel mit stotternden Jugendlichen und Erwachsenen. 1989 zog er nach Bonn, um an der LVR-Klinik Bonn im stationären Rahmen stark betroffene stotternde Jugendliche und Erwachsene zu behandeln. In diesem Rahmen entwickelte er das Konzept der Bonner Stottertherapie.
Holger Prüß ist verheiratet und hat zwei Kinder.

## Bonner Stottertherapie

### Das Konzept
Zunächst werden im Rahmen einer umfassenden Diagnostik die individuelle Stottersymptomatik sowie die häufig mit dem Stottern einhergehende psychische und soziale Folgeproblematik (z. B. negatives Selbstkonzept, Angst/Scham, Vermeidung) erfasst. Der erste Grundbaustein der Therapie verfolgt das Ziel, jeden einzelnen darin zu unterstützen, negative Gefühle und Gedanken sowie das sprachliche und situative Vermeidungsverhalten abzubauen und zu einem selbstbewussten und offenen Kommunikationsverhalten zu gelangen (verhaltenstherapeutisches Konzept).
Nach dem Abbau von Mitbewegungen, Verspannungen und sonstigen Begleitsymptomen wird eine lokale Sprechtechnik (Stottermodifikation) erarbeitet. Lokal bedeutet, dass eine möglichst spannungsfreie Ausgestaltung des einzelnen Stotterereignisses angestrebt wird, ohne dass sich das gesamte Sprechen verändert. Um die Flüssigkeit des Sprechens noch weiter auszubauen, wird mit Hilfe einer globalen Technik (Fluency-Shaping) ein kontrolliertes, flüssiges Sprechen erarbeitet. Hierbei wird anfangs das Sprechen verlangsamt und dann zunehmend dem normalen Sprechtempo angeglichen. Nach der Therapie hat jeder Therapieteilnehmer somit verschiedene Möglichkeiten, sich für eine Technikform zu entscheiden oder zwischen diesen je nach Situation zu wechseln bzw. sie zu kombinieren. Somit kann jeder Einzelne seine jeweils besten Techniken finden.
Damit alle Therapieinhalte erfolgreich und dauerhaft im Alltag umgesetzt werden können, werden diese in allen relevanten Situationen (Telefonieren, Ansprechen Fremder, Sprechen mit Familie und Freunden) trainiert und gefestigt. Ein gemeinsam erarbeiteter Vortrag zum Thema Stottern und Therapie unterstützt jeden einzelnen zusätzlich, auch im Bereich Schule/Beruf zu einem möglichst selbstbewussten und flüssigen Sprechen zu gelangen.
Stottern ist im Altersbereich Jugendliche und Erwachsene durch eine erhöhte Rückfallgefährdung gekennzeichnet.
Deswegen zielt das Konzept der Bonner Stottertherapie mit Hilfe von
- Nachbehandlungswochen
- Wöchentlichen Skype-Runden
- Refresher-Tagen

darauf ab, den sprachlichen und persönlichen Therapieerfolg langfristig zu stabilisieren. Die Therapieteilnehmer lernen, bei Schwankungen selbstständig gegenzusteuern und bekommen Strategien zur Vorbeugung und Bewältigung möglicher Rückfälle an die Hand.

### Gesellschaftliche Relevanz
Durch einen langjährigen Lehrauftrag an der Universität zu Köln und zahlreiche Vorträge sowie Fortbildungen ist das Therapiekonzept im deutschsprachigen In- und Ausland sehr bekannt. Der Therapieansatz findet inzwischen im ambulanten Rahmen genauso Verwendung wie auch in verschiedenen Ausbildungsstätten und ist Bestandteil der Logopädieausbildung
Die Bonner Stottertherapie wird seit 1989 mit großem Langzeiterfolg durchgeführt. Über 1000 Stotternde haben bisher dieses stationäre Therapieangebot genutzt. Die Besonderheit der Bonner Stottertherapie besteht aus der Kombination der beiden bei Jugendlichen und Erwachsenen einzig als wirksam nachgewiesenen Therapieansätze „Stottermodifikation“ und „Fluency-Shaping“.
„Holger Prüß gehört zu den anerkanntesten Stotter-Therapeuten Deutschlands“. Die Bonner Stottertherapie hat sich in Deutschland als einer der wichtigsten Therapieansätze im Bereich des Stotterns etabliert.

## Publikationen
- H. Prüß, K. Richardt: Bonner Langzeit-Evaluationsskala zur Lebenssituation Stotternder (BLESS): Ein neues Instrument zur Diagnostik, Therapieplanung und Evaluation. In: Forum Logopädie. 29 (2), 2015, S. 14–18.
- H. Prüß, K. Richardt: Bonner Langzeit-Evaluationsskala zur Lebenssituation Stotternder (BLESS). Neues Online-Verfahren zur Eingangs- und Verlaufsdiagnostik bei Kindern ab 12 Jahren, Jugendlichen und Erwachsenen. In: Praxis Sprache. (3), 2015, S. 162–165.
- H. Prüß, K. Richardt: Die Bonner Stottertherapie. Ein patientenorientierter Kombinationsansatz für Jugendliche und Erwachsene. In: Forum Logopädie. 28 (2), 2014, S. 6–16.
- H. Prüß, K. Richardt: Patientenorientierte Vorgehensweise in der Therapie des Stotterns im Jugend- und Erwachsenenalter. In: C. Iven, B. Kleissendorf (Hrsg.): St-t-tt-ttotttern. Aktuelle Impulse für Diagnostik, Therapie und Evaluation. Schulz-Kirchner, Idstein 2010, S. 113–132.
- H. Prüß: Eine autobiographische Betrachtung meiner Auseinandersetzung mit dem Problemkreis Stottern – der Weg zu einem dualistischen Grundverständnis. In: M. Grohnfeldt (Hrsg.): Lebenslaufstudien und Sprachheilpädagogik. Modernes Lernen, Dortmund 1996, S. 181–203.

## Film
- Stottern kontrollieren lernen: Stotter- und Sprechkontrollierungstechniken nach Holger Prüß. für Betroffene und Fachleute. Demosthenes 2000, ISBN 3-921897-40-8. (Videokassette, VHS, 55 Min.)